# Piazzole
Piazzole település Franciaországban, Haute-Corse megyében. Lakosainak száma 50 fő (2022. január 1.). Piazzole Croce, Monacia-d’Orezza, Piedicroce, San-Damiano és Velone-Orneto községekkel határos.

## Népesség
A település népességének változása:
| Lakosok száma | 47   | 37   | 31   | 46   | 49   | 44   | 41   | 41   | 44   | 50   |
|               | 1968 | 1982 | 1990 | 2006 | 2013 | 2015 | 2017 | 2019 | 2020 | 2022 |